# Szybkie prototypowanie stron internetowych
Szybkie Prototypownie Stron Internetowych – możliwe szybkie stworzenie strony www posiadającej szkic kluczowej funkcjonalności oraz sprawdzenie jej oddziaływania na użytkowników poprzez statystyczne mechanizmy narzędzi kampanii PPC
Etapy Szybkiego Prototypownia Stron Internetowych:
1. Wdrożenie szkicu strony internetowej opartej najczęściej na gotowym szablonie graficznym i systemie zarządzania treścią
2. promocja z natychmiastowym skutkiem opartą na modelach PPC (Google AdWords, Facebook itp.)
3. równoległe pozycjonowanie w organicznych wynikach wyszukiwania i uzupełnianie strony www
4. aktualizacja strony WWW

Dzięki takiemu podejściu gotowe rozwiązanie do testów zalążkowych stron internetowe dostępne są w bardzo krótkim czasie i stosunkowo niedrogo. Podczas kampanii PPC, oprócz korzyści z ruchu na nowo powstałej stronie www zbierane są informacje statystyczne powiązane z wybranymi słowami kluczowymi. Dane te służą jako jeden z istotnych czynników w procesie podejmowania decyzji o rozwijaniu lub porzuceniu projektu, którego dotyczą oraz ewentualnej optymalizacji kampanii w organicznych wynikach wyszukiwania.
Systemy CMS oferujące najwięcej gotowych funkcjonalności to Joomla, Wordpress i Drupal.